# Record dei campionati dei piccoli stati d'Europa di atletica leggera
I record dei campionati dei piccoli stati d'Europa di atletica leggera rappresentano le migliori prestazioni di atletica leggera stabiliti nell'ambito dei campionati dei piccoli stati d'Europa di atletica leggera.

## Record maschili
Statistiche aggiornate a Gibilterra 2024
| Specialità             | Atleta                                                                                         | Prestazione       | Data           | Manisfestazione    | Luogo      | Note  |
| ---------------------- | ---------------------------------------------------------------------------------------------- | ----------------- | -------------- | ------------------ | ---------- | ----- |
| 100 metri              | Kolbeinn Höður Gunnarsson                                                                      | 10.59 (+0.1 m/s)  | 11 giugno 2022 | Malta 2022         | Marsa      | [ 1 ] |
| 200 metri              | Stavros Avgoustinou                                                                            | 21.24 (+1.6 m/s)  | 22 giugno 2024 | Gibilterra 2024    | Gibilterra | [ 2 ] |
| 400 metri              | Franko Burraj                                                                                  | 46.48             | 11 giugno 2022 | Malta 2022         | Marsa      | [ 1 ] |
| 800 metri              | Musa Hajdari                                                                                   | 1.48.43           | 11 giugno 2016 | Malta 2016         | Marsa      | [ 3 ] |
| 1500 metri             | Pol Moya                                                                                       | 4.04.86           | 22 giugno 2024 | Gibilterra 2024    | Gibilterra | [ 2 ] |
| 3000 metri             | Dario Ivanovski                                                                                | 8.09.87           | 5 giugno 2021  | San Marino 2021    | Serravalle | [ 4 ] |
| 5000 metri             | Dario Ivanovski                                                                                | 14.08.99          | 11 giugno 2022 | Malta 2022         | Marsa      | [ 1 ] |
| 110 m hs               | Rahib Məmmədov                                                                                 | 14.06 (+0.0 m/s)  | 11 giugno 2016 | Malta 2016         | Marsa      | [ 3 ] |
| 400 m hs               | Andrea Ercolani Volta                                                                          | 53.02             | 5 giugno 2021  | San Marino 2021    | Serravalle | [ 4 ] |
| 3000 m siepi           | Gil Weicherding                                                                                | 9.00.41           | 22 giugno 2024 | Gibilterra 2024    | Gibilterra | [ 2 ] |
| Salto in alto          | Eugenio Rossi                                                                                  | 2,18 m            | 5 giugno 2021  | San Marino 2021    | Serravalle | [ 4 ] |
| Salto in lungo         | Bachana Khorava                                                                                | 8,02 m (-1.0 m/s) | 11 giugno 2016 | Malta 2016         | Marsa      | [ 3 ] |
| Salto con l'asta       | Christos Tamanis                                                                               | 5,10 m            | 11 giugno 2022 | Malta 2022         | Marsa      | [ 1 ] |
| Getto del peso         | Bob Bertemes                                                                                   | 19,99 m           | 11 giugno 2016 | Malta 2016         | Marsa      | [ 3 ] |
| Lancio del disco       | Danijel Furtula                                                                                | 61,48 m           | 11 giugno 2022 | Malta 2022         | Marsa      | [ 1 ] |
| Lancio del giavellotto | Andrian Mardare                                                                                | 84,54 m           | 5 giugno 2021  | San Marino 2021    | Serravalle | [ 4 ] |
| Lancio del martello    | Serghei Marghiev                                                                               | 74,17 m           | 11 giugno 2022 | Malta 2022         | Marsa      | [ 1 ] |
| Staffetta svedese      | Islanda Kristinn Torfason Ari Bragi Kárason Kolbeinn Höður Gunnarsson Ívar Kristinn Jasonarson | 1.52.71           | 9 giugno 2018  | Liechtenstein 2018 | Schaan     | [ 5 ] |

## Record femminili
Statistiche aggiornate a Gibilterra 2024
| Specialità             | Atleta | Prestazione      | Data           | Manisfestazione    | Luogo      | Note        |
| ---------------------- | --- | ---------------- | -------------- | ------------------ | ---------- | ----------- |
| 100 metri              | Olivia Fotopoulou                                                                                             | 11.49 (+0.0 m/s) | 9 giugno 2018  | Liechtenstein 2018 | Schaan     | [ 5 ]       |
| 200 metri              | Guðbjörg Bjarnadóttir                                                                                         | 23.61 (+0.9 m/s) | 11 giugno 2022 | Malta 2022         | Marsa      | [ 1 ] [ 6 ] |
| 400 metri              | Arna Stefania Gudmundsdottir                                                                                  | 54.02            | 11 giugno 2016 | Malta 2016         | Marsa      | [ 3 ]       |
| 800 metri              | Anita Hinriksdottir                                                                                           | 2.01.71          | 11 giugno 2016 | Malta 2016         | Marsa      | [ 3 ]       |
| 1500 metri             | Gina McNamara                                                                                                 | 4.45.43          | 22 giugno 2024 | Gibilterra 2024    | Gibilterra | [ 2 ]       |
| 3000 metri             | Valeriia Zhandarova                                                                                           | 9.13.20          | 9 giugno 2018  | Liechtenstein 2018 | Schaan     | [ 5 ]       |
| 5000 metri             | Lilia Fisikovici                                                                                              | 16.42.11         | 11 giugno 2022 | Malta 2022         | Marsa      | [ 1 ]       |
| 100 m hs               | Dafni Georgiou                                                                                                | 13.77 (+0.5 m/s) | 9 giugno 2018  | Liechtenstein 2018 | Schaan     | [ 5 ]       |
| 400 m hs               | Ingibjörg Sigurđardóttir                                                                                      | 1.00.22          | 22 giugno 2024 | Gibilterra 2024    | Gibilterra | [ 2 ]       |
| 3000 m siepi           | Andreea Stavila                                                                                               | 10.02.55         | 22 giugno 2024 | Gibilterra 2024    | Gibilterra | [ 2 ]       |
| Salto in alto          | Valenty Liashenko                                                                                             | 1,90 m           | 11 giugno 2016 | Malta 2016         | Marsa      | [ 3 ]       |
| Salto in lungo         | Birna Kristín Kristjánsdóttir                                                                                 | 6,46 m           | 22 giugno 2024 | Gibilterra 2024    | Gibilterra | [ 2 ]       |
| Salto con l'asta       | Angelina Žuk-Krasnova                                                                                         | 3,80 m           | 11 giugno 2022 | Malta 2022         | Marsa      | [ 1 ]       |
| Getto del peso         | Dimitriana Bezede                                                                                             | 17,68 m          | 22 giugno 2024 | Gibilterra 2024    | Gibilterra | [ 2 ]       |
| Lancio del disco       | Alexandra Emilianov                                                                                           | 61,87 m          | 22 giugno 2024 | Gibilterra 2024    | Gibilterra | [ 2 ]       |
| Lancio del giavellotto | Noemie Pleiming                                                                                               | 51,27 m          | 5 giugno 2021  | San Marino 2021    | Serravalle | [ 4 ]       |
| Lancio del martello    | Hanna Skydan                                                                                                  | 71,41 m          | 11 giugno 2016 | Malta 2016         | Marsa      | [ 3 ]       |
| Staffetta svedese      | Islanda Thordis Eva Steinsdottir Arna Stefania Gudmundsdottir Hrafnhild Eir Hermodsdottir Anita Hinriksdottir | 2.08.44          | 11 giugno 2016 | Malta 2016         | Marsa      | [ 3 ]       |